# سرجیو (فیلم ۲۰۲۰)
سرجیو (به انگلیسی: Sergio) یک فیلم درام بیوگرافی آمریکایی محصول سال ۲۰۲۰ دربارهٔ دیپلمات سازمان ملل متحد، سرجیو ویرا دو ملو است.
این فیلم نمایش جهانی خود را در جشنواره فیلم ساندنس در تاریخ ۲۸ ژانویه سال ۲۰۲۰ داشت. در ۱۷ آوریل ۲۰۲۰، توسط نتفلیکس منتشر شد.

## بازیگران
- واگنر مورا به عنوان سرجیو ویرا دی ملو، نماینده ویژه دبیرکل سازمان ملل در عراق
- آنا د آرماس به عنوان کارولینا لاریره، مشاور اقتصادی سازمان ملل و دوست دختر سرجیو
- گرت دیلاهونت به عنوان ویلیام فون زله، سرباز گردان امور عمران
- برایان اف. اوبرن به عنوان گیل لوشر، معاون سرجیو و همکار قدیمی
- والت دالتون به عنوان آندره والنتاین، پزشک متخصص ارتش آمریکا
- کلیمنس شیک به عنوان گبی پیچون، محافظ سرجیو
- برادلی وایتفورد به عنوان پل برمر، سرپرست اداره موقت ائتلاف در عراق
- پدرو هوسی به عنوان ژانانا گوژماو، رهبر جنبش استقلال تیمور شرقی
- ویتایا پانسینگام به عنوان عبدالرحمن وحید، رئیس‌جمهور اندونزی
- سهاجاک بونتانتیک به عنوان ینک سری، رهبر خمرهای سرخ
- آلیس عاصف به عنوان میکه بوس، دستیار اجرایی سازمان ملل
- سامرا آسیر به عنوان نادیا یونس، رئیس ستاد وییرا دی ملو

## تولید
در ژوئیه سال ۲۰۱۸، اعلام شد واگنر مورا، آنا د آرماس، گرت دیلاهونت، برایان اف. اوبرن، ویل دالتون و کلیمنس شیک به بازیگران این فیلم پیوستند که گرگ بارکر کارگردانی آن و فیلمنامه را کریگ بورتن به عهده داشت. در اکتبر سال ۲۰۱۸، بردلی ویتفورد به جمع بازیگران این فیلم پیوست.
عکاسی اصلی از اوت سال ۲۰۱۸ آغاز شد.

## انتشار
این فیلم در جشنواره فیلم ساندنس در ۲۸ ژانویه سال ۲۰۲۰ انتشار برتر جهانی یافت. در ۱۷ آوریل ۲۰۲۰ منتشر شد.